# 平上高久
平上高久（たいら かみたかく）は、福島県いわき市の大字である。郵便番号は970-8042。

## 地理
いわき市中央部の平地区に属し、地区内東部に位置する。北で、平菅波、東で下高久、平上山口、南東で中央台高久、中央台鹿島、南で鹿島町走熊、鹿島町下矢田、西で中央台飯野、平小泉、平中山、北西で平南白土とそれぞれ隣接する。概ね町村制施行以前の磐前郡上高久村の流れを汲む地域である。滑津川流域の平地と北側の丘陵地、また二次支流の神下川流域を区域とする。平地では水田が広がり、山裾に集落が存在する。南西部の丘陵地は中央台団地として造成され、中央台各区域に分離されたが、団地内に位置する県立いわき公園の敷地は当地区に属したままであり、またその西側には当地区の飛地も存在する。逆に、福島県立いわき光洋高等学校の敷地は当地区内にある中央台高久の飛地となっている。内郷御厩町に所在するいわき中央警察署及び平字正内町に所在する平消防署がそれぞれ管轄にあたる。

### 主な字
- 菅田
- 白坂
- 植田郷
- 片岡
- 外鶴巻

- 竹後
- 塩崎
- 塩田
- 高島
- 横田

- 小原
- 塚田
- 宮田
- 若柳
- 八ツ海

- 作ノ入
- 妻下
- 松木前
- 日向
- 神下

## 河川
- 滑津川
  - 神下川（二次支流）
    - 神下防災調節池

## 歴史
- 1879年1月27日 - 平藩領上高久村が福島県内における郡区町村制の施行により磐前郡の村となる[4]。
- 1889年4月1日 - 町村制の施行により上高久村が北白土村、南白土村、谷川瀬村、上荒川村、下荒川村、中山村、吉野谷村、小泉村と合併し、磐前郡飯野村が発足する。旧上高久村域は飯野村の大字となる[4]。
- 1896年4月1日 - 磐前郡と周辺郡との合併により石城郡が発足し、石城郡飯野村となる[4]。
- 1950年4月1日 - 飯野村が平市と合併し、平市の大字となる[4]。
- 1966年10月1日 - 平市が磐城市・常磐市・内郷市・勿来市、石城郡小川町・遠野町・四倉町・川前村・田人村・好間村・三和村、双葉郡久之浜町・大久村と合併しいわき市となり、いわき市平地区の大字となる[4]。
- 1982年3月 - 西部の丘陵地の一部が宅地造成に伴い中央台飯野として分離される[5]。
- 1988年12月 - 南西部の丘陵地の一部が宅地造成に伴い中央台鹿島として分離される[5]。
- 1995年12月 - 南部の丘陵地の一部が宅地造成に伴い中央台高久として分離される[5]。

## 世帯数と人口
2023年10月31日現在の世帯数と人口は以下の通りである。
| 大字     | 世帯数 | 人口  |
| -------- | ------ | ----- |
| 平上高久 | 92世帯 | 246人 |

## 小・中学校の学区
市立小・中学校に通う場合、学区は以下の通りとなる。
| 番地 | 小学校                 | 中学校                 |
| ---- | ---------------------- | ---------------------- |
| 全域 | いわき市立平第五小学校 | いわき市立平第三中学校 |

## 交通

### 道路
- 福島県道241号下高久谷川瀬線
  - 神明橋
  - 高久橋
- 福島県道378号高久鹿島線
  - 八ツ海橋
  - 松木前橋

### バス
新常磐交通路線バス
- （いわき駅方面） - 白坂 - 神明橋 - 神下入口 - （豊間・小名浜方面）
  - いわき駅～豊間～江名～小名浜
  - いわき駅～豊間～小名浜～泉駅
  - 小名浜～江名～いわき駅～平商
  - 泉駅～江名～平工業高～いわき駅
- （豊間・小名浜方面） - 神下入口 - いわき公園 - いわき光洋高校
  - 小名浜～江名～豊間～光洋高校
- （いわき駅・泉駅・湯本駅方面） - いわき公園 - いわき光洋高校
  - いわき駅～医療創生大～光洋高
  - いわき駅～光洋高校（直行）
  - 泉駅～小名浜～鹿島～光洋高校
  - 湯本駅～玉川団地～光洋高校
- （いわき駅・泉方面） - 光洋高校前 - いわき公園 - （ラパークいわき・郷ケ丘方面）
  - ＮＴ～いわき駅～好間工業団地
  - ＮＴ～いわき駅～内郷駅
  - ＮＴ～高専～いわき駅～磐城高校
  - ＮＴ～鹿島ＳＣ～小名浜
  - ＮＴ～草木台～湯本高校
  - ＮＴ～内郷駅
  - ＮＴ～八ツ坂～いわき～昌平中高
  - ＮＴ～八ツ坂～平商業高校
  - いわき駅～高専～飯野～ＮＴ
  - いわき駅～八ツ坂～飯野～ＮＴ
  - 郷ヶ丘～ＮＴ～泉駅～秀英高校
- （いわき駅方面） - いわき公園 - 光洋高校前 - （ラパークいわき方面）
  - いわき駅～医療創生大～ラパーク

## 施設
- 県立いわき公園
- プレイスオブゴルフ54（ゴルフ練習場）
- 真言宗浄日寺
- 浄土宗増福寺
- 瑠璃殿
- 神下の大日堂（大日如来）
- 神明神社
- 二荒神社
- 片岡神社